# Brandend zand (Gert Timmerman)
Brandend zand is een single van Gert Timmerman. Het is afkomstig van zijn album De Gert en Hermien Show no. 5, dat hij samen maakte met Hermien Timmerman. Het lied is een cover van Einen Ring mit deinem Namen dat is geschreven door Joachim Heider en Fred Jay. De thematiek is ongeveer gelijk aan Brandend zand van Anneke Grönloh, hetgeen een cover is van Heißer Sand. De nummers worden nog weleens met elkaar verward. Einen Ring mit deinem Namen werd origineel gezongen door Anna-Lena (Anna-Lena Löfgren). In 1997 kwam het singletje opnieuw uit in een versie van Gert Timmerman en De Sjonnies.

## Hitnotering
Het origineel van Anna-Lena met B-kant Abschied von gestern haalde noch de Duitse, noch de Nederlandse hitparades. Timmermans versie had alleen in Nederland succes.

### Veronica Top 40
Het plaatje was in de week volgend op 1 augustus 1970 Alarmschijf.
| Hitnotering: 15-8-1970 t/m 23-10-1970 | Hitnotering: 15-8-1970 t/m 23-10-1970 | Hitnotering: 15-8-1970 t/m 23-10-1970 | Hitnotering: 15-8-1970 t/m 23-10-1970 | Hitnotering: 15-8-1970 t/m 23-10-1970 | Hitnotering: 15-8-1970 t/m 23-10-1970 | Hitnotering: 15-8-1970 t/m 23-10-1970 | Hitnotering: 15-8-1970 t/m 23-10-1970 | Hitnotering: 15-8-1970 t/m 23-10-1970 | Hitnotering: 15-8-1970 t/m 23-10-1970 | Hitnotering: 15-8-1970 t/m 23-10-1970 | Hitnotering: 15-8-1970 t/m 23-10-1970 |
| Week:                                 | 1                                     | 2                                     | 3                                     | 4                                     | 5                                     | 6                                     | 7                                     | 8                                     | 9                                     | 10                                    |                                       |
| ------------------------------------- | ------------------------------------- | ------------------------------------- | ------------------------------------- | ------------------------------------- | ------------------------------------- | ------------------------------------- | ------------------------------------- | ------------------------------------- | ------------------------------------- | ------------------------------------- | ------------------------------------- |
| Positie:                              | 22                                    | 15                                    | 9                                     | 7                                     | 6                                     | 9                                     | 13                                    | 19                                    | 26                                    | 32                                    | uit                                   |

### NederlandseHilversum 3 Top 30
| Hitnotering: 22-8-1970 t/m 9-10-1970 | Hitnotering: 22-8-1970 t/m 9-10-1970 | Hitnotering: 22-8-1970 t/m 9-10-1970 | Hitnotering: 22-8-1970 t/m 9-10-1970 | Hitnotering: 22-8-1970 t/m 9-10-1970 | Hitnotering: 22-8-1970 t/m 9-10-1970 | Hitnotering: 22-8-1970 t/m 9-10-1970 | Hitnotering: 22-8-1970 t/m 9-10-1970 | Hitnotering: 22-8-1970 t/m 9-10-1970 |
| Week:                                | 1                                    | 2                                    | 3                                    | 4                                    | 5                                    | 6                                    | 7                                    |                                      |
| ------------------------------------ | ------------------------------------ | ------------------------------------ | ------------------------------------ | ------------------------------------ | ------------------------------------ | ------------------------------------ | ------------------------------------ | ------------------------------------ |
| Positie:                             | 22                                   | 16                                   | 13                                   | 12                                   | 16                                   | 16                                   | 19                                   | uit                                  |